# ますぶちさちよ
ますぶち さちよ（漢字：桝渕 祥与、1992年9月20日 - ）は日本のフードファイター、タレント、モデルである。エイジアプロモーション所属。神奈川県横須賀市出身。

## 略歴
2011年3月、横須賀市立横須賀総合高等学校定時制卒業。2012年4月「ミス鎌倉」に選ばれる。2014年3月 「元祖!大食い王決定戦 爆食ニューヒロイン誕生戦〜ハワイ編」で初出場し、準優勝。同年9月「ミスiD2015 中田クルミ賞」受賞。2015年3月、神奈川大学人間科学部卒業。サイパン島での「ジェイズ・フライドライス大食い大会」にて3年連続優勝。

## 人物・エピソード
- 書道2段[1]。
- 特技は大食い、お姫様抱っこ。
- 中高時代はバレーボール部に所属[8]。
- ミス鎌倉になった経緯は、父親が娘の写真を携帯の待ち受け画面にしていて、それを見た父親の仕事関係の知人が「応募させるべきだよ」と言ったのがきっかけ[8]。
- 家族もみんな大食いで、学生の頃はずっと運動部だったので、周りの友達もたくさん食べる子ばかりだったから、自分が大食いだと高校生になるまで気付かなかった。基本として、1食あたり米は3合食べ、それに見合うおかずなども食べる。ただそれで終わることはあまりない。そんな娘を見てお母さんが「あの大食いの番組出てみたら」と言ったのがきっかけで「元祖！大食い王決定戦」へ出演し、準優勝に輝く[5][8]。
- 番組内では"ミスさちよ"の愛称で親しまれるが、この「ミス」とは2012年に『ミス鎌倉』に輝いたことから付けられた。
- もえのあずきと仲が良く、クリスマスとお正月に桝渕の実家に来ることは恒例になっている[9]。

## 主な出演

### インターネットテレビ
- いばらきペロリ[10]（2015年7月16日 - 、いばキラTV）

### バラエティ
- 元祖!大食い王決定戦 爆食ニューヒロイン誕生戦〜ハワイ編（2014年3月30日、テレビ東京）- 準優勝
- お笑いワイドショー マルコポロリ!（2015年10月25日、関西テレビ）
- バイキング（2015年7月31日・9月11日、フジテレビ）
- ウソのような本当の瞬間!30秒後に絶対見られるTV（2015年12月22日 - 2016年11月8日、テレビ東京）- コーナーレギュラー
- 直撃!コロシアム!! ズバッと!TV（2016年6月13日、TBSテレビ）
- 世界ルーツ探検隊（2017年6月26日、テレビ朝日）
- お願いランキング お願い！超選挙（2017年7月31日、テレビ朝日）
- ニンゲン観察バラエティ モニタリング（2017年11月30日・2018年2月15日・3月8日・4月19日・5月10日、TBSテレビ）
- 有吉ゼミ（2018年2月19日・4月9日・5月28日・7月2日、日本テレビ）
- 水曜日のダウンタウン（2018年5月16日、TBSテレビ）
- ウルトラマンDASH〜元日はTOKIO×嵐〜（2019年1月1日、日本テレビ系）「1分間でかき氷5人前完食」

### ラジオ
- W・A・N・T（2016年10月 - 2017年3月、FMヨコハマ）- DJ

### 映画
- かんとりーどーろ（2016年7月16日公開）

### Webアニメ
- お米戦隊マイマイマイ（2022年、ヘルシ）[11]

### 雑誌
- 横浜ウォーカー（2015年7月号、ラーメン女子部部長）
- フリーマガジンTOKYO VOICE vol.6[12]

### モデル
- 全国やきとり連絡協議会（イメージモデル）

### コンテスト
- ミス鎌倉2012
- ミスiD2015 中田クルミ賞[13]